# فوتابا كاوكا
فوتابا كاوكا (木岡 二葉) (22 نوفمبر 1965 في شيزوكا في اليابان – )؛ هي لاعبة كرة قدم كانت تلعب كلاعب وسط. ولعبت مع منتخب اليابان لكرة القدم للسيدات.

## وصلات خارجية
- فوتابا كاوكا على موقع الاتحاد الدولي (مؤرشف)  (الإنجليزية)
- فوتابا كاوكا على موقع قاعدة بيانات كرة القدم.إي يو (الإنجليزية)
- فوتابا كاوكا على موقع Soccerway.com (الإنجليزية)
- فوتابا كاوكا على موقع عالم كرة القدم.نت (الإنجليزية)
- فوتابا كاوكا على موقع اللجنة الأولمبية الدولية (الإنجليزية)
- فوتابا كاوكا على موقع أوليمبيديا (الإنجليزية)